# Bergshamra (Stockholms tunnelbana)
Bergshamra ist eine unterirdische Station der Stockholmer U-Bahn. Sie liegt im gleichnamigen Stadtteil Bergshamra der Gemeinde Solna. Die Station wird von der Röda linjen des Stockholmer U-Bahn-Systems bedient. Sie gehört zu den eher mäßig frequentierten Stationen des U-Bahn-Netzes. An einem normalen Werktag steigen hier circa 6.750 Pendler zu.
Die Station wurde am 29. Januar 1978 in Betrieb genommen, als der nördlichste Abschnitt der Röda linjen zwischen Universitetet und Mörby centrum eingeweiht wurde. Die Bahnsteige befinden sich ca. 20 Meter unter der Erde. Die Station liegt zwischen den Stationen Universitetet und Danderyds sjukhus. Bis zum Stockholmer Hauptbahnhof sind es etwa sieben Kilometer.